# Hadan Holligan
Hadan Holligan (11 settembre 1996) è un calciatore barbadiano, centrocampista dello Sporting Kristina e della Nazionale barbadiana.

## Carriera

### Club
Nel 2014 gioca al Notre Dame Bayville. Nel 2015 si trasferisce al Weymouth Wales. Nel 2016 viene acquistato dallo Sporting Kristina.

### Nazionale
Debutta in nazionale il 1º febbraio 2015, nell'amichevole Barbados-Guyana. Mette a segno la sua prima rete con la maglia della Nazionale l'8 marzo 2015, nell'amichevole Barbados-Saint Vincent e Grenadine. Il 14 giugno 2015 viene schierato, sebbene squalificato, nella partita di ritorno contro Aruba, segnando il gol vittoria (1-0): la FIFA ribalta il risultato decretando un 3-0 a tavolino e così Barbados non passano il turno dato che la gara di andata si era conclusa per 2-0.